# Histoire de la Chine

Représentation approximative des territoires occupés par les différents dynasties et États chinois au fil des siècles.

L'histoire de la Chine commence peu après l'invention de l'écriture, soit vers 1300 av. J.-C., avec l'émergence des premières cités. Les écrits sont d'abord rares et ne se répandent qu'au cours du Ier millénaire av. J.-C. La civilisation chinoise s'est développée au fil des siècles, en passant progressivement de rites ancestraux de type chamanique au taoïsme et au bouddhisme, tout en intégrant la philosophie confucéenne. L'écriture chinoise non phonétique, partagée par des langues diverses qui utilisent les mêmes signes en les prononçant différemment, a permis de créer une intercompréhension écrite entre locuteurs instruits parlant différentes langues. Lorsque la Chine fut conquise à plusieurs reprises par des tribus nomades venues du Nord ou de l'Ouest, comme les Mongols au XIIIe siècle, les envahisseurs adoptèrent les coutumes chinoises et utilisèrent le système administratif en place pour gouverner à leur profit l'empire de Chine.

## Chronologie
| Pouvoir en place                                 | Durée                        | Durée | Événements importants                                                     |
| ------------------------------------------------ | ---------------------------- | ----- | ------------------------------------------------------------------------- |
| Dynastie Xia (mythe non prouvé)                  | 2100 à 1600 av. J.-C.        |       | Première forme d'empire chinois (mythologie).                             |
| Dynastie Shang (mythe non reconnu hors de Chine) | 1570 à 1045 av. J.-C.        | 525   | Début de l'écriture chinoise vers 1300.                                   |
| Dynastie Zhou de l'Ouest                         | 1045 à 771 av. J.-C.         | 275   |                                                                           |
| Dynastie Zhou de l'Est                           | 770 à 256 av. J.-C.          | 514   |                                                                           |
| Période des Printemps et Automnes                | 722 à 476 av. J.-C.          | 246   | Vie de Confucius (551-479 av. J.-C.) et Sun Tzu (544-496 av. J-C).        |
| Période des Royaumes combattants                 | 475 à 221 av. J.-C.          | 254   |                                                                           |
| Dynastie Qin                                     | 221 à 206 av. J.-C.          | 15    |                                                                           |
| Dynastie des Han occidentaux                     | 206 av. J.-C. à 9 apr. J.-C. | 215   |                                                                           |
| Dynastie Xin                                     | 9 à 23                       | 14    |                                                                           |
| Dynastie des Han orientaux                       | 25 à 220                     | 195   | Adoption du confucianisme comme idéologie.                                |
| Trois Royaumes                                   | 220 à 265                    | 45    |                                                                           |
| Dynastie des Jin occidentaux                     | 265 à 317                    | 52    |                                                                           |
| Dynastie des Jin orientaux                       | 317 à 420                    | 103   |                                                                           |
| Dynasties du Sud et du Nord                      | 420 à 589                    | 169   |                                                                           |
| Dynastie Sui                                     | 581 à 618                    | 37    |                                                                           |
| Dynastie Tang                                    | 618 à 907                    | 289   |                                                                           |
| Période des Cinq Dynasties et des Dix Royaumes   | 907 à 960                    | 53    |                                                                           |
| Dynastie Song du Nord                            | 960 à 1127                   | 167   |                                                                           |
| Dynastie Song du Sud                             | 1127 à 1279                  | 152   |                                                                           |
| Dynastie Liao                                    | 916 à 1125                   | 209   |                                                                           |
| Dynastie Jin                                     | 1115 à 1234                  | 119   |                                                                           |
| Dynastie Yuan                                    | 1271 à 1368                  | 97    | « Pax Mongolica » ; Marco Polo en Chine.                                  |
| Dynastie Ming                                    | 1368 à 1644                  | 276   | Renaissance culturelle et économique : imprimerie, fer, soie, porcelaine. |
| Dynastie Qing                                    | 1644 à 1912                  | 268   |                                                                           |
| République de Chine                              | 1912 à 1949                  | 37    |                                                                           |
| République populaire de Chine                    | 1949 à aujourd'hui           | 70+   | Réforme économique chinoise                                               |

## Histoire chronologique

### Époque préhistorique
Dès la fin du Paléolithique supérieur, lors du Tardiglaciaire, vers 15 000 ans avant le présent, les hommes pilaient ou broyaient des céréales sauvages dans la vallée du fleuve Jaune, parmi lesquelles des graines de millet sauvage,. Ces chasseurs-cueilleurs connaissaient déjà la céramique. Les premières consommations de riz sauvage sont datées du début de l'Holocène (9000-7000 avant l'ère commune) au sein de populations semi-sédentaires, qui, vers 9400-6600 avant l'ère commune, au Mésolithique, consommaient aussi des glands et des châtaignes d'eau. Ils possédaient des jarres en céramique, à fond plat, et des outils en pierre polie. Mais c'est plus tard, durant l'Holocène moyen (vers 6000-5000 avant l'ère commune), que la Chine est passée d'une économie de prédation à une économie de production agricole reposant sur le millet, le porc et le poulet. Cueillette et chasse assuraient néanmoins un complément plus ou moins important, au sein de nombreuses cultures néolithiques répandues sur toute la partie orientale du territoire chinois actuel, la région cultivée située alors le plus à l'Ouest étant le bassin du Sichuan.
La culture néolithique la plus connue est celle de Yangshao (« Néolithique moyen » en Chine), au confluent de la rivière Wei et du fleuve Jaune. Elle est datée de 4500 à 3000 avant l'ère commune et s'est développée dans la plaine centrale, au Henan, au Shanxi et au Shaanxi, avant de s'étendre au sud vers le Yangzi Jiang et à l'ouest vers le Gansu et le Qinghai. Le site du Yangshao ancien le plus connu est celui du village de Banpo, près de Xi'an dans le Shaanxi. Plus à l'est, au Shandong, se trouvait la culture à peu près contemporaine de Dawenkou, surtout connue grâce à ses sépultures. L'économie de ces deux cultures reposait sur le millet. Plus au Sud, dans les provinces maritimes du Jiangsu et du Zhejiang, le riz a été cultivé dès 5000 avant l'ère commune, probablement par des populations austronésiennes.
Au Shandong, la culture de Longshan succède à celle de Dawenkou durant la première moitié du IIIe millénaire avant l'ère commune. Elle est caractérisée par une poterie noire très fine, une hiérarchisation sociale poussée et des villages souvent protégés par des enceintes en terre damée. Des principautés dirigées par une élite commencent à se former. L'élevage du mouton et du bœuf fait son apparition, ainsi que la culture du blé et de l'orge. Cette culture s'étend sur la plaine centrale et correspond peut-être à la période des « Dix mille royaumes » (wan guo) dont parlent les textes chinois. Cependant, les premiers bronzes apparaissent bien plus à l'Ouest au sein de la culture de Qijia (2400-1900 avant l'ère commune). La culture d'Erlitou (1900-1500 avant l'ère commune), de l'Âge du bronze, fait suite à la culture de Longshan.

### Formation de l'État et premières dynasties

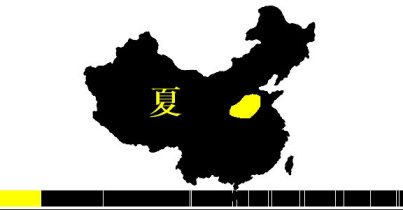
Carte du territoire de la dynastie Xia.

Les historiens chinois ont traditionnellement commencé leurs récits de l'histoire chinoise avec l'empereur Jaune (黄帝 ; pinyin : Huáng Dì), souverain civilisateur mythique, puis la fondation de la dynastie Xia (夏朝 ; pinyin : Xià Cháo) par Yu le Grand (大禹 ; pinyin : Da Yu), au XXIe siècle av. J.-C. Cette dynastie est considérée comme mythique, même si certains historiens chinois se basent sur la découverte d'un site archéologique à Erlitou ( 二里頭; pinyin : Er Litou) daté de 1900-1350 av. J.-C. pour soutenir son caractère historique. C'est de cette période que date le début de la métallurgie, donc le début de l'âge de bronze chinois. C'est aussi à cette période que remontent les plus anciennes écailles de tortues marquées de signes et des poteries décorées.

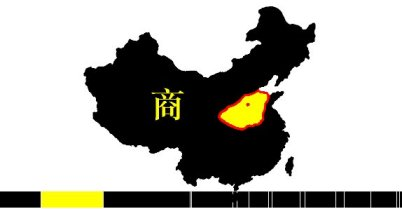
Carte du territoire de la dynastie Shang.

Elle est suivie de la dynastie Shang (商朝 ; pinyin : Shang Cháo ; environ XVIe siècle av. J.-C. – 1045 av. J.-C.), qui occupait la moyenne vallée du fleuve Jaune (黃河 ; pinyin : Huáng Hé). Les découvertes archéologiques prouvent au moins l'existence de la dynastie Shang. La Chine des Shang possédait une culture avancée, quelque peu différente de la civilisation chinoise postérieure, avec des cités-palais, une écriture, des pratiques divinatoires, la métallurgie du bronze (notamment dans la fabrication de vaisselle de sacrifice) et l'utilisation de chars. Les fouilles archéologiques et les inscriptions sur les objets en bronze donnent une idée de la société Shang. Une famille royale occupait le sommet d'une hiérarchie sociale clanique, avec des chefs de lignée qui perpétuaient le culte familial.
Au centre de la ville shang se trouvent les palais et les temples consacrés à la famille royale, avec une orientation nord-sud et est-ouest, dont subsistent les fondations en terre damée. Cet espace est protégé par une enceinte.
Les Shang pratiquaient la divination à l'aide d'os d'animaux brûlés ou scapulomancie (le plus souvent avec des carapaces de tortue), dont on interprétait les craquelures, et qui portaient des inscriptions divinatoires. Cette écriture archaïque, l'écriture ossécaille, témoigne d'une continuité jusqu'aux caractères chinois actuels.
Il est maintenant établi que les Shang étaient en contact avec un peuple indo-européen, les Tokhariens, que les Chinois appelaient les Quanrong (soit rong-chiens). De caractère guerrier, ces derniers effectuaient de fréquentes incursions en Chine. Ce sont eux qui auraient introduit le char en Chine. La mythologie chinoise, telle qu'elle est racontée dans les textes de la dynastie Han, aurait été influencée par la mythologie tokharienne.

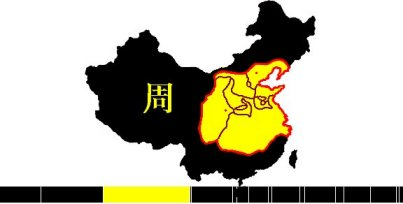
Carte du territoire de la dynastie Zhou.

À la fin du IIe millénaire av. J.-C., une seconde culture commence à émerger dans la vallée de la rivière Wei (渭河 ; pinyin : Wei Hé), celle des Zhou (周朝 ; pinyin : Zhōu Cháo). Au cours du XIIe siècle av. J.-C., les Zhou renversent les Shang-Yin. Leur dynastie est la première pour laquelle il existe une tradition historique fiable. Elle semble avoir commencé à gouverner par un système de bureaucratie centralisée. Les rois portent le nom de tianzi (« fils du Ciel »), qui légitime leur pouvoir par un mandat céleste. Cette conception perdurera jusqu'à la fin de l'Empire chinois au début du XXe siècle. Les souverains zhou confient l'administration de certains territoires à des familles liées à la maison royale. Ces principautés portent le nom de guo, qu'on traduit par « fief ». Quelques historiens[Lesquels ?] ont qualifié ce système de féodal, tandis que d'autres[Lesquels ?] s'opposent à cette dénomination qui étend trop le sens de féodal et qui implique avec le système féodal européen des similitudes qui n'existent pas.
L'époque des Zhou est traditionnellement divisée en deux périodes : celle des Zhou occidentaux (1045-770 av. J.-C.) et celle des Zhou orientaux (770-256 av. J.-C.), selon l'emplacement de leur capitale.
Au Xe siècle av. J.-C., les Zhou occidentaux instaurent un système de garnisons chapeautées par des membres de la famille royale afin de contrôler l'intérieur du pays. L'allégeance de ces seigneurs est sans cesse réaffirmée par des présents et des visites calquées sur le modèle imposé par la hiérarchie familiale. Mais les siècles passant, les relations avec le pouvoir central se font de plus en plus distantes, les traditions locales prenant le pas sur les traditions familiales, rendant l'influence du chef de famille symbolique, le Roi des Zhou, de plus en plus fantoche.
Des attaques barbares du Nord et de l'Ouest, qui vont jusqu'à piller la capitale occidentale des Zhou, obligent la famille royale à se replier en 771 av. J.-C. à Luoyang, la capitale orientale (période des Zhou orientaux).
Cette dernière période, caractérisée par le déclin du pouvoir royal, correspond plus ou moins à deux périodes que l'on appelle « Printemps et Automnes » (春秋时代 ; pinyin : chūn qīu shí daì) et « Royaumes combattants » (戰國 / 战国 ; pinyin : zhàn guó).

### Époque des Printemps et Automnes

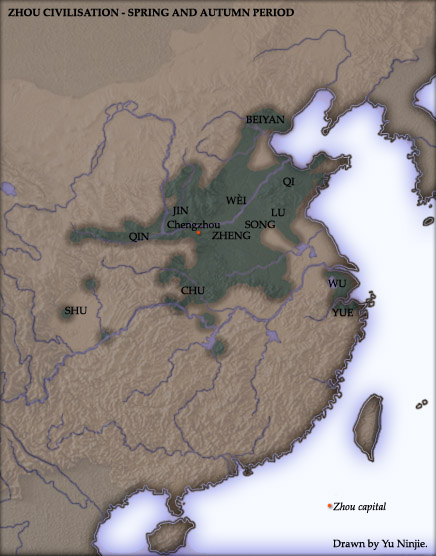
Carte de la Période des Printemps et Automnes.

Le pouvoir se fragmente au cours de la période des Zhou orientaux, époque que les annales compilées par Confucius nomment période des Printemps et Automnes. On considère généralement qu'elle s'étend de 770 à 453 av. J.-C. À cette époque, le souverain ne dispose guère plus que d'une autorité morale. Les principautés deviennent héréditaires et des conflits militaires font émerger de grands États qui absorbent les plus petits. On peut distinguer les principautés du centre (par exemple le Jin ou le Qi) des principautés périphériques (le Qin ou le Chu). Dans un premier temps, les principautés du centre jouent un rôle de chef de confédération, face à la menace de tribus barbares. À partir du VIe siècle av. J.-C. les royaumes périphériques, tels que le Chu dans la vallée du Yangzi Jiang, prennent l'ascendant.
C'est à cette époque que fleurissent les « cent écoles » (ce nombre est symbolique). Dans un monde en bouleversement éclot une série de mouvements philosophiques tels que le confucianisme, le taoïsme, le légisme, le moïsme, qui cherchent à donner des solutions à la crise politique et économique.

### Royaumes combattants

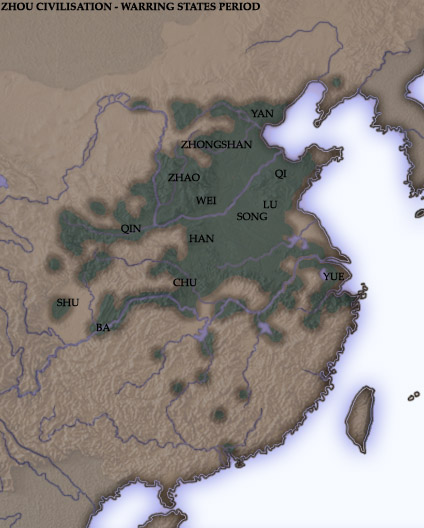
Carte des Royaumes combattants.

Comme la consolidation politique continue, il ne reste que sept États principaux. La période durant laquelle ces quelques États se combattent les uns les autres est connue sous le nom de période des Royaumes combattants, dont on considère généralement qu'elle s'étend de 453 à 221 av. J.-C. C'est effectivement une période d'affrontements, tant à l'intérieur des États, entre le pouvoir central et les grandes familles, qu'à l'extérieur, entre États.
Les conflits opposent des armées de fantassins, tandis que le rôle des chars diminue. Une nouvelle arme apparaît (l'arbalète) et les Chinois adoptent la cavalerie des nomades du Nord.
Le système économique est également profondément modifié. La mise en culture de nouvelles terres procure au gouvernement central des revenus qui lui permettent de se dégager de l'influence des grandes familles. Les progrès techniques sont aussi remarquables : par exemple, la fonte remplace progressivement le bronze.
Bien qu'il y ait un roi Zhou jusqu'en 256 av. J.-C., il ne dispose plus d'aucun pouvoir. Cependant, dans les textes qui nous sont parvenus, l'idée de préserver les valeurs de la maison des Zhou apparaît très souvent : les Zhou conservent une autorité morale mais sans l'autorité politique et militaire qui devrait l'appuyer.
Paradoxalement, cette période de guerre quasi ininterrompue va donner naissance aux plus grands courants philosophiques de la Chine :
- c'est désolé de la perte du sens moral de ses contemporains qu'un certain Kongfuzi (plus connu sous son nom latin Confucius) répand son enseignement pour résister activement au délitement des valeurs morales et rituelles dans la société, mais son action n'enrayera pas l'émergence des royaumes combattants ;
- Mengzi (plus connu sous son nom latinisé Mencius), dit-on élève de Confucius, critique la société aristocratique qu'il tient pour responsable des gâchis occasionnés par ces guerres et des nombreuses inégalités sociales ;
- le philosophe Zhuangzi, considéré ultérieurement comme taoïste, écrit aussi à cette période que l'homme doit vivre en adéquation avec la nature et la Voie. Il s'oppose à la conduite rituelle de Confucius, qu'il utilise pourtant comme un personnage fictif et légendaire de ses contes philosophiques au sein du Zhuangzi, souvent en binôme avec Laozi (Lao-Tseu).

On peut retenir de cette période la naissance d'une pensée quasi positiviste qui discute la conduite de l'Homme sans distinction. L'émergence d'une nouvelle classe, les shi, que les princes prennent à leur service pour leurs capacités (littéraires, artistiques, martiales, etc.) et non plus pour leur naissance, est peut-être un premier pas vers le système plus méritocratique qu'instaurent les examens impériaux sous les Han et non plus le népotisme chinois antérieur même aux Shang.
Pendant la période antique, le chinois archaïque est très différent des langues chinoises modernes.

### Empire chinois

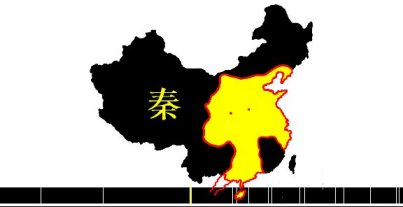
Carte du territoire de la dynastie Qin

#### Empire Qin (221 à 207 av. J.-C.)
Du fait de son emplacement, la principauté des Qin est très souvent exposée aux invasions des « barbares » du Nord-Ouest et la fréquence de ces incursions harasse les vertus guerrières des Qin. Cependant le territoire est naturellement fortifié par les montagnes et il est assez peu attaqué par les autres princes feudataires. La longévité des princes de Qin, l'utilisation précoce de techniques d'irrigation et le respect des rites confucéens qui unifie le peuple de la principauté leur permet de se livrer à une guerre totale. En 361 av. J.-C., Shang Yang, régent de Qin, entreprend de grandes réformes pour la principauté de Qin qui annexe les territoires du Nord-Ouest, peuplés de tribus nomades, et se renforce jusqu'à pouvoir conquérir l'ensemble des principautés et du royaume des Zhou orientaux.
Vers 220 av. J.-C., le prince Yin Zheng de la principauté Qin parvient à conquérir les autres États et se proclame lui-même premier empereur de la dynastie Qin, avec le titre de Qin Shi Huangdi, en référence aux Trois Augustes. Bien que son règne ne dure que onze ans, il réussit à soumettre de grandes parties de ce qui constitue le territoire actuel des Han et à l'unifier sous un gouvernement étroitement centralisé basé à Xianyang (près de Xi'an). Il continue également la construction de la Grande Muraille entreprit par divers royaumes lors de la période des royaumes combattants comme le Yan ou le Zhao pour en autre, se protéger des autre royaumes ou des nomades du nord.
Les fonctionnaires sont recrutés au niveau central et une grille des salaires est établie pour créer un système qui perdure encore de nos jours. Les Qin entreprennent l'unification de la monnaie, des poids et mesures ainsi que de l'écriture : le style petit sceau. Qin Shi Huandi parvient ainsi à imposer une culture commune à l'empire malgré une évolution différente de l'écriture dans les différentes principautés.
Qin Er Shi, successeur de Qin Shi Huangdi , n'est pas en mesure de poursuivre l'œuvre de ce dernier. La dynastie des Qin s'effondre et la dynastie Han lui succède après une période de guerres civiles.

#### Empire Han (202 av. J.-C. à 220 ap. J.-C.)

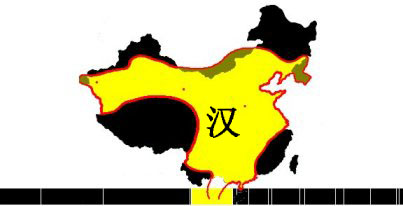
Carte du territoire de la dynastie Han

C'est la première dynastie à adopter le confucianisme, qui devient le soutien idéologique de toutes les dynasties jusqu'à la fin de la Chine impériale. Sous la dynastie Han, l'histoire et les arts s'épanouissent, de nouvelles inventions améliorent la vie et des empereurs comme Wudi renforcent et étendent l'Empire chinois en repoussant les Xiongnu (quelquefois assimilés avec les Huns), en soumettant des territoires à l'ouest, dans le bassin du Tarim, et au sud, au Viêt Nam. Avec l'établissement de la route de la soie, on observe pour la première fois l'apparition d'un commerce entre la Chine et l'Occident. C'est également sous les Hans et par la route de la soie que le bouddhisme arrive en Chine.

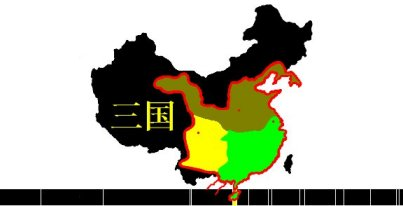
Carte du territoire des Trois Royaumes

Mais au Ier siècle av. J.-C., le pouvoir des souverains Han diminue et en l'an 9 de l'ère chrétienne, l'usurpateur Wang Mang fonde l'éphémère dynastie Xin. En 25, la dynastie Han est rétablie et dure jusqu'au début du IIIe siècle.

#### Période des Trois Royaumes
Puis il y eut encore une période de troubles durant laquelle trois États essayèrent de se partager le territoire de la Chine. Ce fut la période dite des Trois Royaumes.

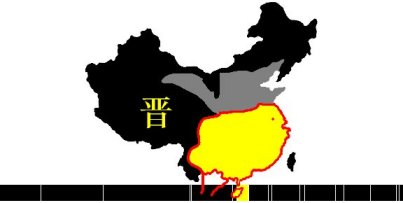
Carte des territoires de la dynastie Jin

#### Empire unifié des Jin (280-316), puis période du Nord et du Sud (316-581)
Bien que ces trois royaumes aient été réunis temporairement en 280 par l'empereur Wudi de la dynastie Jin, les barbares Wuhu ravagent le pays, provoquant un vaste exode des Chinois au sud du Yangzi Jiang. Avec les immigrants et les habitants du Sud, l'empereur Yuandi de la dynastie Jin met en place la première des cinq dynasties du Nord et du Sud qui résident à Jiangkang (près de l'actuel Nankin). Les barbares du nord sont unis une première fois par Fú Jiān du Qin antérieur en 376 puis encore par Taiwudi, troisième empereur de la dynastie Wei du Nord en 439. La dernière unification signifie le début d'un groupe de dynasties (dynasties du Nord et du Sud).

#### Empire unifié des Sui (589-618)
La Chine est dirigée par deux dynasties indépendantes, l'une au Nord et l'autre au Sud. L'éphémère dynastie Sui réussit à unifier le pays en 589 après presque trois cents ans de séparation. C'est de cette époque que datent les premiers dictionnaires chinois indiquant la prononciation. La langue de cette époque est le chinois médiéval.

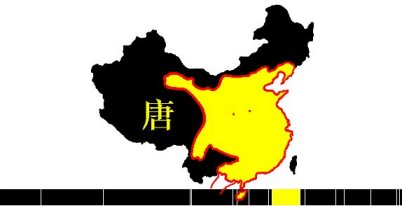
Carte de la dynastie Tang

#### Empire unifié des Tang (618-907)
En 618, la dynastie Tang prend le pouvoir et une nouvelle ère de prospérité commence. Le bouddhisme qui s'est lentement introduit en Chine au Ier siècle, devient la religion prédominante et est largement adopté par la famille royale. Chang'an (l'actuelle Xi'an), la capitale de l'époque, est supposée être la plus grande ville du monde. Cependant, les Tang finissent aussi par décliner et une autre période de chaos politique suit, la période des Cinq Dynasties et des Dix Royaumes.

Carte des territoires de la dynastie Song.

#### Empire Liao(916~1125), Empire Song (960-1279) et l'empire Jin
En 960, la dynastie Song prend le pouvoir sur une grande partie de la Chine et établit sa capitale à Kaifeng tandis que la dynastie Liao gouverne la Mandchourie actuelle et une partie de la Mongolie. En 1115, la deuxième dynastie Jin arrive sur le devant de la scène. Elle annihile la dynastie Liao en dix ans et la dynastie Song elle-même perd la Chine du Nord et déplace sa capitale à Hangzhou. La dynastie Song doit aussi s'humilier en reconnaissant la suzeraineté de la dynastie Jin.

Carte des territoires de la dynastie Song, de la dynastie Jin et du Xia occidental

Dans les années qui suivent, la Chine est divisée entre la dynastie Song, la dynastie Jin et le Xia occidental, gouverné par les Tangoutes. Cette période permet de grandes avancées technologiques en Chine du Sud, en partie à cause de la pression militaire au Nord.

### Dynastie Yuan, mongole et dynastie Ming, han

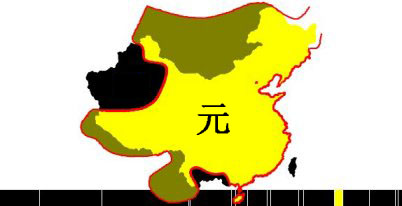
Carte des territoires de la dynastie Yuan

Kubilai Khan.

Au cours de cette période, la dynastie Yuan (1279-1368) puis la dynastie Ming (1368-1644) gouvernent la Chine.
Les Mongols vainquent la dynastie Jin, puis les Song du Sud après une longue guerre sanglante, la première où les armes à feu jouent un rôle important. S'ensuit une période de paix dans à peu près toute l'Asie, appelée Pax Mongolica. Des Occidentaux aventureux, comme Marco Polo, peuvent alors voyager dans toute la Chine et en rapporter les premiers récits à leurs compatriotes incrédules. En Chine, les Mongols se partagent entre ceux qui veulent rester dans les steppes et ceux qui veulent adopter les coutumes du peuple conquis. Kubilai Khan appartient au dernier groupe. En 1271, il établit la dynastie Yuan, la première qui dirige tout le pays, avec Pékin comme capitale (à l'instar de la dynastie Jin).

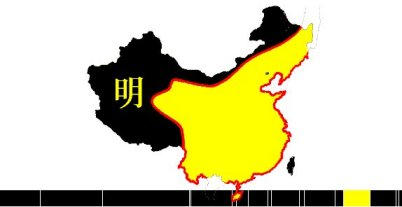
Carte des territoires de la dynastie Ming

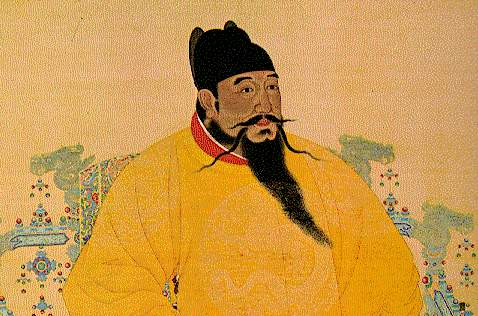
Yongle.

Le ressentiment de la population se traduit finalement par une révolte qui marque le début de la dynastie Ming en 1368. Cette dynastie arrive au pouvoir lors d'une période de renaissance culturelle et économique. L'armée régulière compte un million d'hommes. La Chine du Nord produit plus de cent mille tonnes de fer par an. Beaucoup de livres sont imprimés grâce à des caractères mobiles. La Chine peut à ce moment prétendre au statut de pays le plus avancé du monde.
Hongwu, le fondateur de la dynastie, pose les bases d'un État plus intéressé par les revenus du domaine agricole que par le commerce. Peut-être à cause du passé de Hongwu, ancien paysan, le système économique des Ming met l'accent sur l'agriculture. Au contraire, la dynastie Song se fiait aux marchands et aux négociants pour ses revenus. Le système foncier féodal (la tenure) des Yuan et de la fin des Song s'arrête avec l'établissement de la dynastie Ming. De grands territoires sont confisqués, fragmentés et loués ; l'esclavage privé est interdit. Par conséquent, après la mort de l'empereur Yongle en 1424, le petit paysan propriétaire prédomine dans l'agriculture chinoise. On peut estimer que ces lois ont ouvert la voie de l'harmonie sociale et supprimé le pire de la pauvreté de l'ère mongole. Les lois contre les marchands et les restrictions sous lesquelles les artisans travaillent restent essentiellement les mêmes que sous les Song, mais dorénavant, les marchands étrangers de l'époque mongole tombent aussi sous le coup de ces lois et leur influence diminue rapidement.
Le rôle de l'empereur devient encore plus autocratique, bien que Hongwu conserve par nécessité l'aide de grands secrétaires pour traiter l'immense paperasserie de la bureaucratie. Celle-ci inclut des demandes (pétitions et recommandations pour le trône), les édits impériaux en réponse, divers rapports et les enregistrements de taxes.

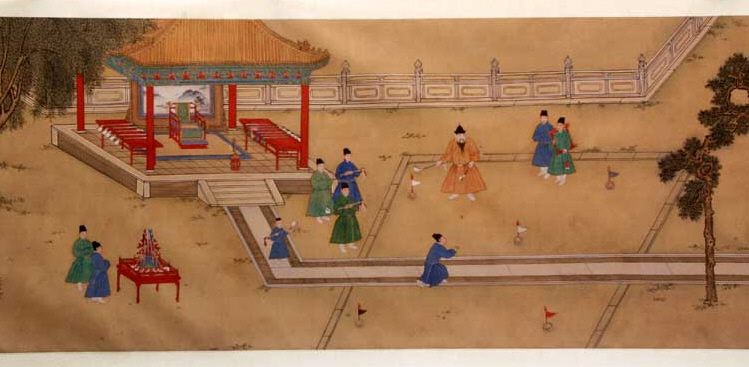
L'Empereur Xuande jouant à un jeu ressemblant au Golf.

Sous les Mongols, la population a baissé de 40 %, pour atteindre environ soixante millions d'individus. Deux siècles plus tard, elle a doublé. L'urbanisation progresse donc, à petite échelle, comme la population grandit et que la division du travail devient plus compliquée. De grands centres urbains, comme Nankin et Pékin, contribuent aussi à la progression de l'industrie privée. En particulier, les petites entreprises se spécialisent souvent dans le papier, la soie, le coton et la porcelaine. Dans nombre de régions, cependant, on assiste à la prolifération de petits centres urbains avec des marchés, plutôt qu'à la croissance de quelques cités importantes. Les marchés des villes vendent principalement de la nourriture avec quelques produits essentiels comme de l'huile ou des épingles.
Cette période correspond à une extension de la zone d'influence des Ming. Sous le règne de l'empereur Yongle, des expéditions chinoises explorent des terres et surtout des mers inconnues. L'apogée de cette période exploratrice est l'épopée de Zheng He, eunuque chinois qui va jusqu'en Afrique. Sa flotte, selon l'auteur britannique Gavin Menzies, aurait entrepris d'explorer la totalité du globe, atteignant l'Australie et les Amériques. Les Chinois, en encourageant les ambassadeurs des autres pays à leur payer des tributs et en se montrant eux-mêmes extrêmement généreux avec tous les États de leur zone d'influence, ne cherchent pas à retirer de bénéfices matériels de ces voyages, contrairement aux Européens qui commencent à explorer les côtes ouest de l'Afrique quelques décennies plus tard.
À la fin du XVe siècle, la Chine impériale interdit à ses sujets de construire des navires de haute mer et de quitter le pays. Les historiens contemporains s'accordent à voir cette mesure comme une réponse à la piraterie. Les restrictions sur l'émigration et la construction de navires sont largement levées au milieu du XVIIe siècle.
La Mission jésuite en Chine débute en 1582 quand les premiers prêtres de la Compagnie de Jésus arrivent dans le pays.

### Dynastie Qing, mandchoue

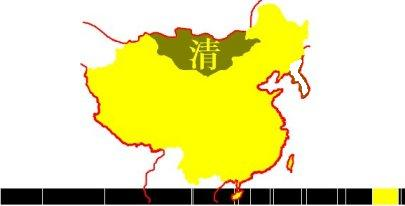
Carte des territoires de la dynastie Qing.

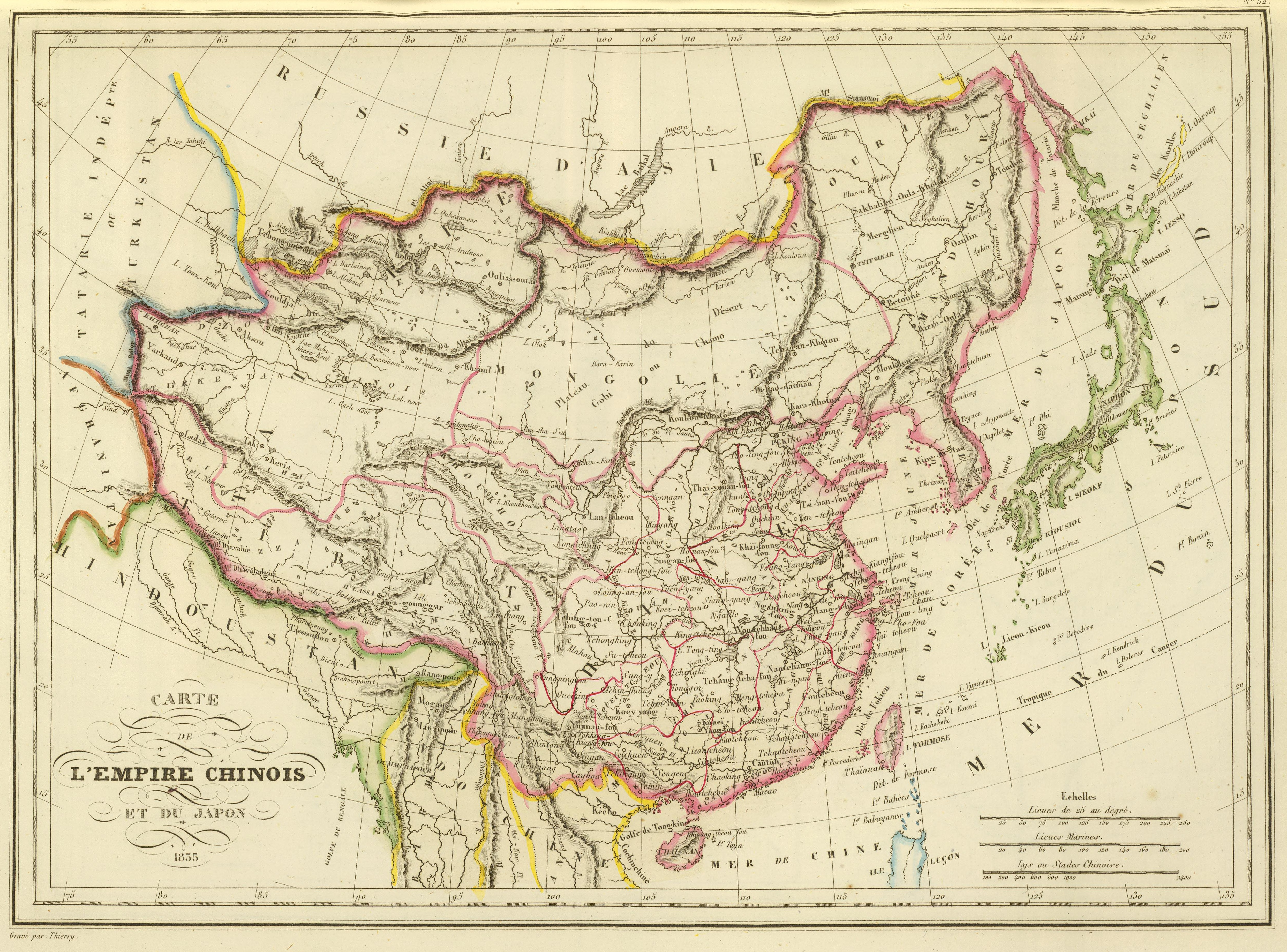
Carte de l'Empire Chinois et du Japon, 1833, Conrad Malte-Brun, 1837.

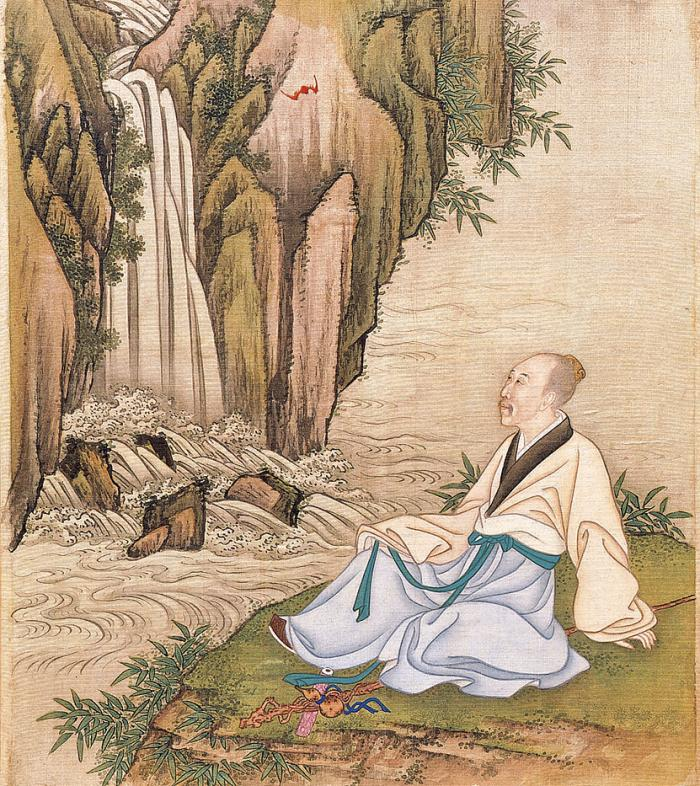
Portrait de l'Empereur Yongzheng.

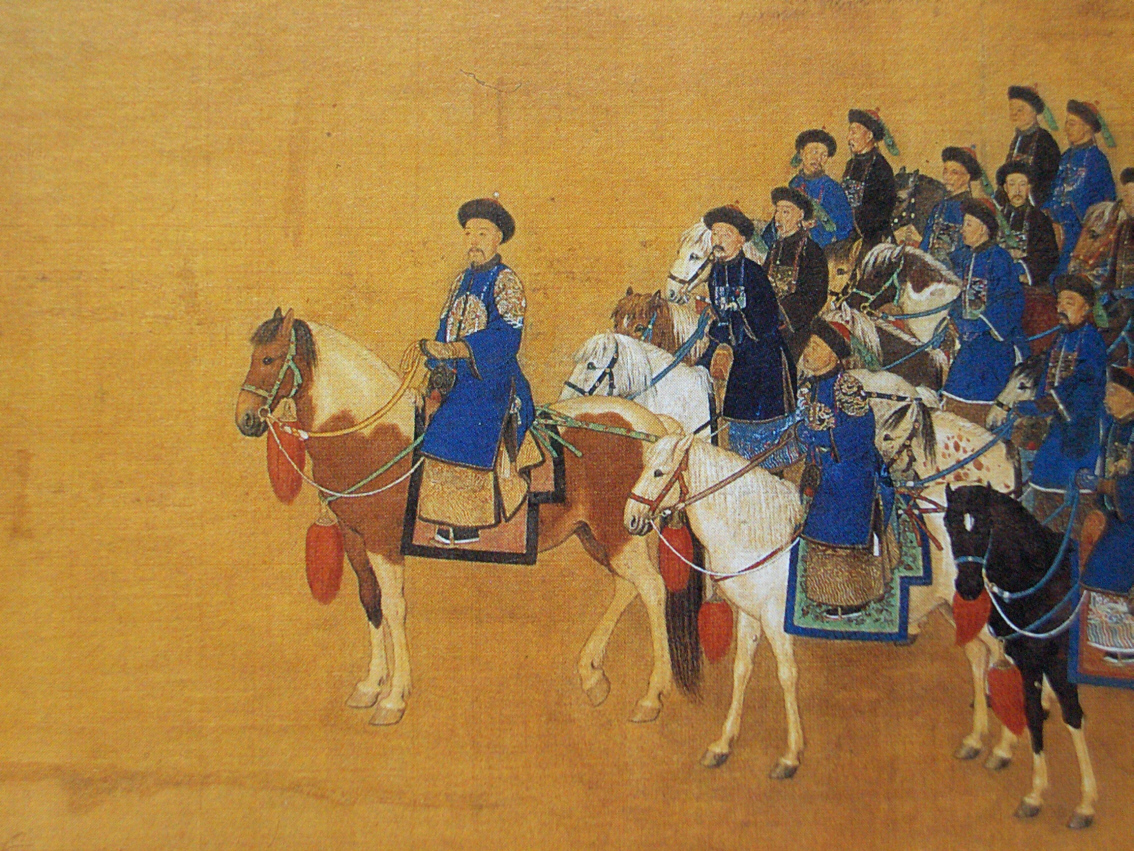
Portrait de l'Empereur Qianlong.

La dernière dynastie fut établie en 1644 quand les nomades mandchous incorporés dans l'armée renversèrent la dynastie nationale des Ming, et fondèrent la dynastie Qing, avec Pékin pour capitale. Au cours du demi-siècle suivant, les Mandchous étendirent leur pouvoir à des régions auparavant sous contrôle Ming, telles que le Yunnan et au-delà en s'emparant du Xinjiang (Turkestan chinois), du Tibet, de Taïwan et de la Mongolie, au prix de beaucoup d'or et de sang. Les premiers Qing durent ces succès à la combinaison des performances militaires des Mandchous et de l'efficacité de l'administration chinoise.
Pour certains historiens, le déclin commencé sous les Ming se poursuivit sous les Qing, alors que pour d'autres, les XVIIe et XVIIIe siècles Qing furent une période de progrès, le déclin ne venant qu'ensuite. L'empereur Kangxi fit rédiger le plus complet des dictionnaires des caractères chinois jamais réalisé et sous l'empereur Qianlong, on compila le catalogue de toutes les œuvres importantes de la culture chinoise. La période Qing vit aussi se continuer le développement de la littérature populaire, avec des œuvres telles que le Rêve dans le pavillon rouge (hóng lóu mèng 红楼梦), un des plus grands romans chinois, et surtout des progrès agricoles, comme la triple récolte annuelle de riz qui permit à la population de passer au cours du XVIIIe siècle de cent quatre-vingts à quatre cents millions. En revanche, elle ne réagit pas à la supériorité technique de plus en plus évidente des Européens qui venaient commercer à Canton, notamment dans les domaines des armes ou des navires, ni à leur implantation de plus en plus forte dans l'océan Indien. Il est vrai que les Européens ne pensaient pas encore pouvoir se mesurer à la Chine.
Au cours du XIXe siècle, le pouvoir des Qing s'affaiblit et la prospérité diminua. La Chine subit une forte agitation sociale, une stagnation économique, une croissance démographique explosive, et des ingérences de plus en plus marquées de la part des puissances occidentales. La volonté britannique d'ouvrir le commerce et notamment de poursuivre ses exportations d'opium, que des édits impériaux rendaient illégales, aboutit à la première guerre de l'opium (1839-1842), et à la défaite chinoise. Le Royaume-Uni obtint la cession de Hong Kong au traité de Nankin en 1842, ainsi que l'ouverture d'autres ports au commerce européen. Par la suite, le Royaume-Uni et d'autres puissances occidentales, y compris les États-Unis et plus tard le Japon, obtinrent des « concessions », c'est-à-dire des petits territoires souvent côtiers sous leur contrôle, ainsi qu'une influence dans de vastes régions voisines, et des privilèges commerciaux. Pendant la seconde guerre de l'opium (1856-1860), les troupes franco-britanniques marchèrent sur Pékin, puis pillèrent et incendièrent le Palais d'Été en octobre 1860.
La révolte des Taiping (1851-1864) fut l'une des plus grandes guerres civiles de l'histoire de l'humanité : elle causa la mort de 20 à 30 millions de personnes et dépeupla des provinces entières. Elle ne fut vaincue qu'avec l'appui des Occidentaux, celle des Nian, l'agitation entretenue par la Russie dans les provinces frontalières, Xinjiang et Mongolie, achevèrent d'appauvrir la Chine et faillirent mettre fin à la dynastie.
La révolte des Taiping fut la conséquence des souffrances subies par la paysannerie du fait de la décadence de l'empire mandchou et accentuées par les ingérences étrangères. Les conditions devinrent intolérables, en particulier dans les régions montagneuses et peu fertiles des frontières entre provinces. Les paysans rejoignirent des groupes religieux et se soulevèrent contre leurs maitres. Le mouvement prêchait une stricte égalité entre les humains, le partage de la terre et l'abolition des distinctions sociales, y compris de la soumission des femmes aux hommes. Ses disciples avaient un sens du devoir et de la discipline qui leur permit de gagner en popularité et de vaincre les armées impériales venues les écraser. En 1853, l'ancienne capitale, Nankin, est prise ; 40 % de la Chine sont alors sous l'autorité des rebelles. Les conditions de vie ne s'améliorent toutefois guère dans des régions toujours frappées de disette et les idéaux égalitaires ne sont que modérément appliqués. Une armée impériale réorganisée, financée par des négociants chinois, équipée d'armes modernes par la Grande-Bretagne et la France et assistée par des troupes étrangères sous les ordres du major Gordon, se dirigea vers Nankin. Celle-ci est reconquise à l'issue d'une bataille qui fit 100 000 morts.

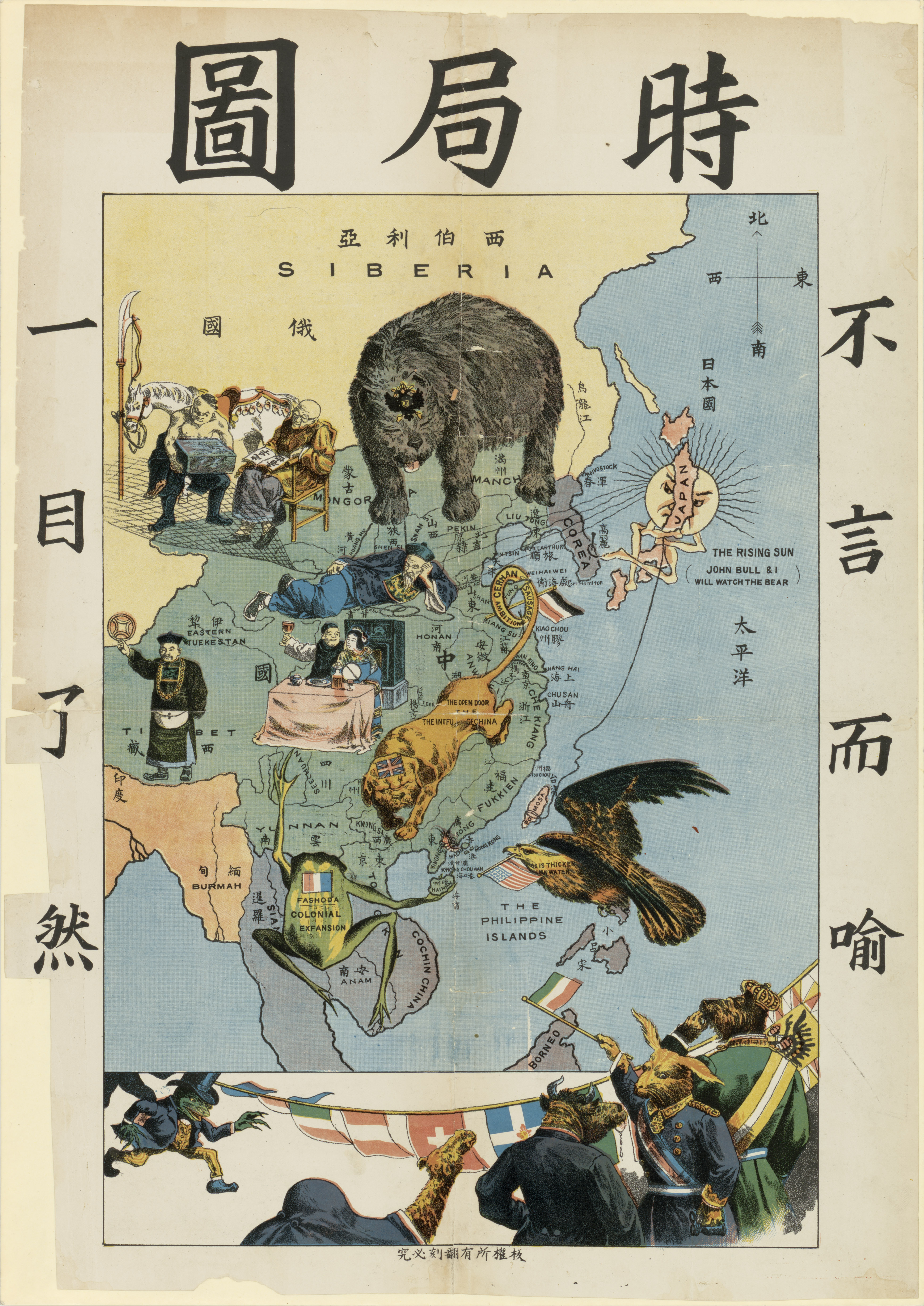
Affiche publié en 1904 en Chine. Au début du XX, les richesses de la Chine attirent fortement les puissances coloniales désireuses de se les partager.

Les sphères du pouvoir étaient peu désireuses d'admettre le commerce occidental, particulièrement celui de l'opium. L'Occident a donc pu se contenter d'y établir des « sphères d'influence ». Au contraire par exemple de l'Afrique subsaharienne, il était possible d'accéder au marché chinois sans établir un contrôle politique formel. À la suite de la première guerre de l'opium, le commerce britannique et plus tard les capitaux investis par d'autres pays industrialisés étaient possibles avec moins de contrôle occidental direct qu'en Afrique, en Asie du Sud-Est, ou dans le Pacifique. Par bien des aspects, la Chine était une colonie et la destination de très importants investissements occidentaux (la première au tournant du siècle). Les puissances occidentales (en y incluant parfois le Japon) intervinrent militairement pour maintenir l'ordre, notamment en mettant fin à la révolte des Taiping où à celle des boxers. Le général britannique Charles Gordon, plus tard défenseur malheureux de Khartoum, est souvent crédité d'avoir sauvé la dynastie mandchoue de l'insurrection des Taiping.

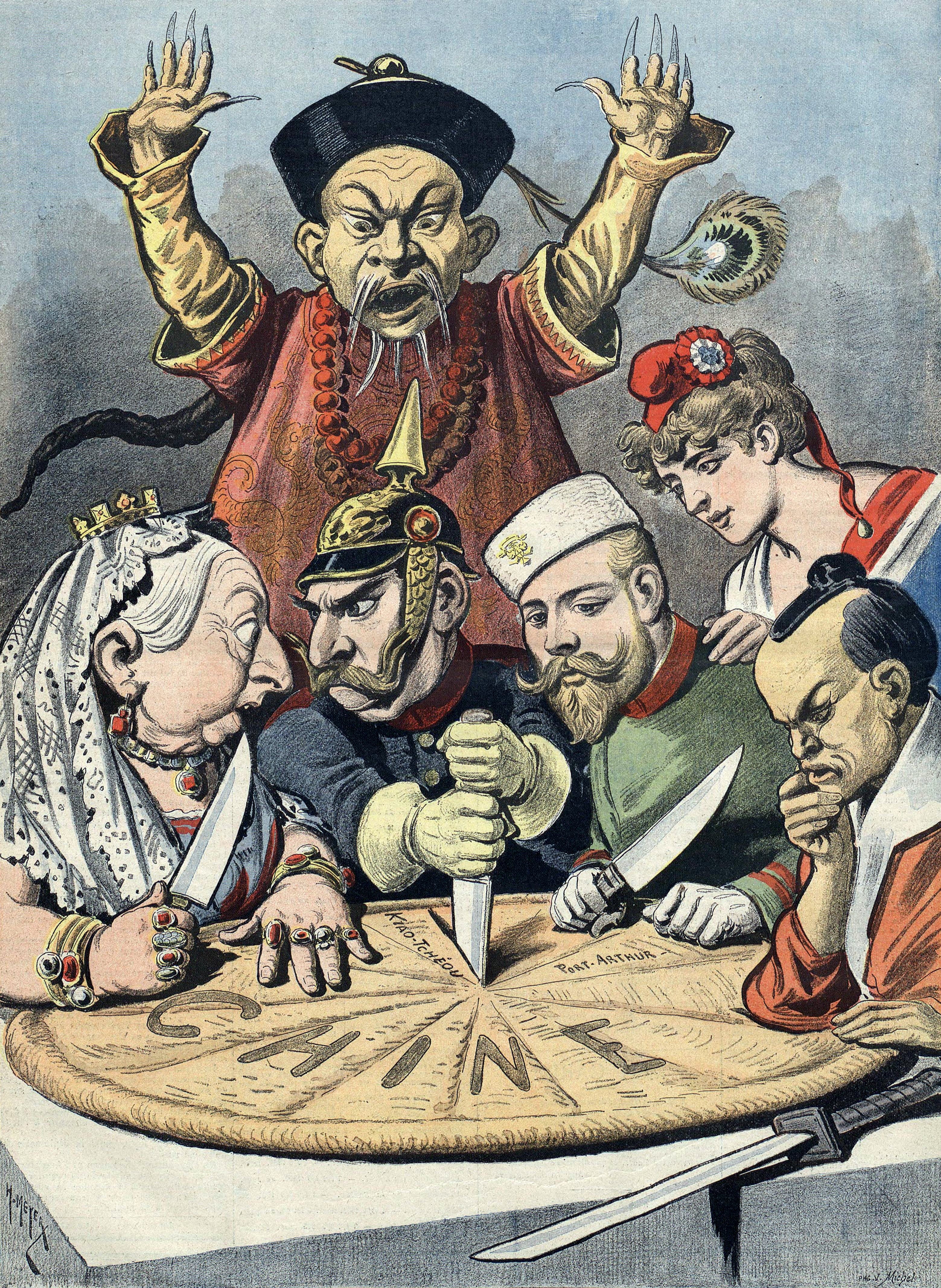
Caricature française de 1898. Le gâteau, représentant la « Chine », est divisé entre le Royaume-Uni, l'Allemagne, la Russie et le Japon ; la France étant l'arbitre.

À partir des années 1860, les Qing, contrôlés par une impératrice douairière conservatrice (Cixi, qui assuma le pouvoir de 1860 à 1908), l'ayant emporté au cours de la guerre civile avec les Taiping grâce à l'appui des milices organisées par l'aristocratie, entamèrent la modernisation du pays. Mais les nouvelles armées furent défaites par la France (guerre franco-chinoise pour le contrôle de l'Indochine, 1881-1885) puis par le Japon (première guerre sino-japonaise pour le contrôle de la Corée, 1894-1895). Des réformes plus profondes s'imposaient.
Au début du XXe siècle, la dynastie Qing faisait face à un dilemme : poursuivre les réformes et mécontenter une aristocratie oisive ou y mettre un terme et conforter les révolutionnaires qui prédisaient la fin de ce régime. Elle s'en tint à un moyen terme et s'aliéna tout le monde, en soutenant notamment la révolte des Boxers.

### République de Chine

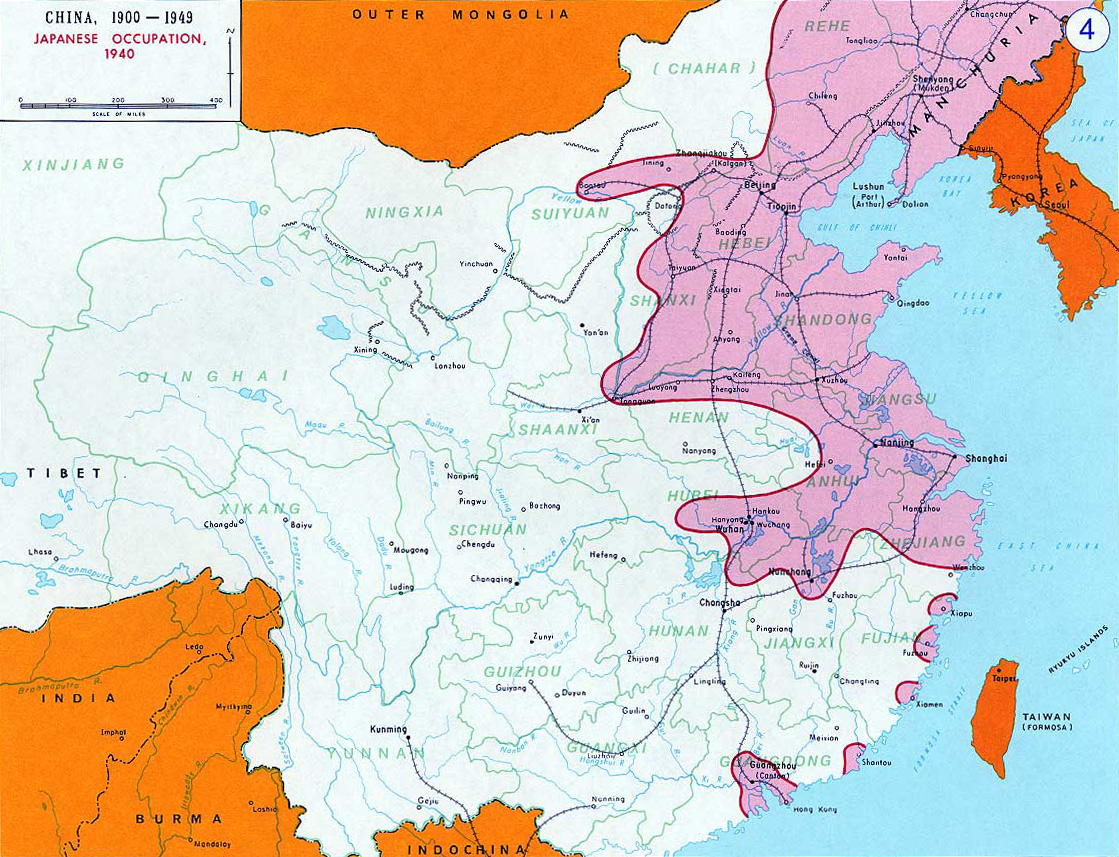
Carte des territoires contrôlés par le Japon en Chine en 1940

Frustrés par les résistances de la cour impériale aux réformes, de jeunes fonctionnaires, officiers et étudiants, inspirés par les idées révolutionnaires de Sun Yat-sen (孫逸仙 ; pinyin : Sūn Yìxiān ; aussi appelé 孫中山 / 孙中山 ; pinyin : Sūn Zhōngshān), commencent à envisager le renversement de la dynastie Qing au profit d'une république. Une révolte militaire, le soulèvement de Wuchang, le 10 octobre 1911 à Wuhan, déclenche la révolution Xinhai, qui entraîne l'abdication du dernier empereur Qing, Aixinjueluo Puyi. Un gouvernement provisoire est formé à Nankin le 12 mars 1912, présidé par Sun Yat-sen. La république de Chine (中华民国 ; pinyin : Zhōnghuá Míngúo) est proclamée. Sun doit céder le pouvoir au général Yuan Shikai, commandant de l'armée de Beiyang. Du fait du poids des factions militaires, le nouveau pouvoir chinois fut surnommé gouvernement de Beiyang. En quelques années, Yuan Shikai abolit les assemblées nationales et provinciales. Les chefs républicains durent s'exiler, Sun se réfugiant au Japon. Yuan Shikai se fit proclamer empereur à la fin 1915. Ses prétentions impériales rencontrèrent une opposition déterminée de ses subordonnés militaires et, risquant une rébellion, il dut y renoncer. Il mourut peu après, en juin 1916, laissant le pouvoir vacant. Le gouvernement républicain se décomposa et une ère de « seigneurs de la guerre » s'ouvrit, pendant laquelle la Chine fut ravagée par les luttes entre des coalitions mouvantes de chefs militaires provinciaux.

En mai 1917, à la suite d'un désaccord entre le premier ministre chinois Duan Qirui et le président Li Yuanhong pour savoir qui soutenir lors de la Première Guerre Mondiale, le général Zhang Xun en profite pour lancer une offensive sur Pékin, aboutissant à la restauration mandchoue de 1917, laquelle ne durera que 12 jours avant d'être renversée par les forces républicaines.

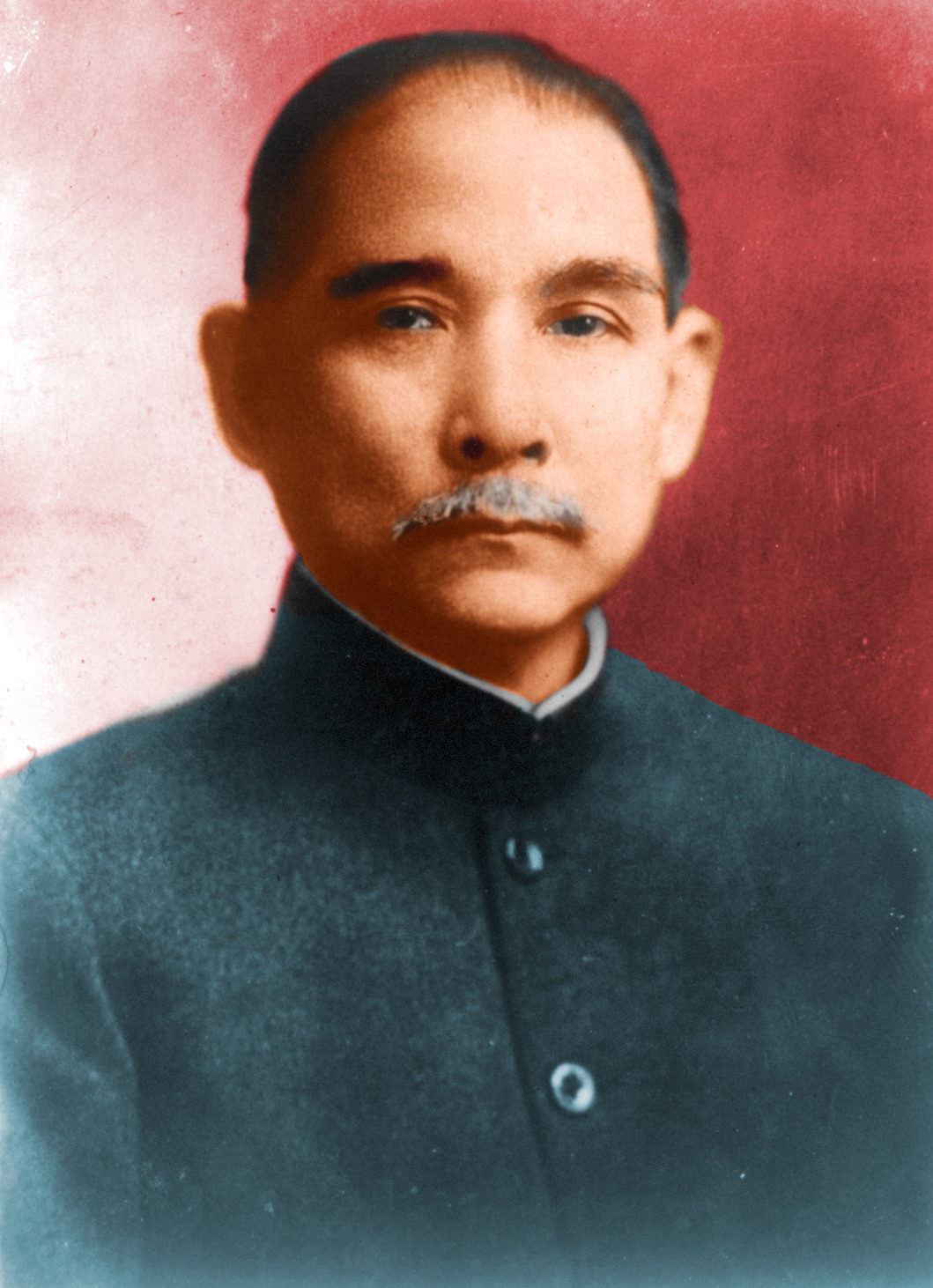
Sun Yat-sen.

La Chine rompt finalement ses relations avec l'Allemagne le 14 mars 1917 et lui déclare la guerre en août de la même année. Sa participation relève surtout de l'effort de guerre : envoi de matières premières, de vivres et de travailleurs volontaires. Ces derniers seront près de 140 000,.

En 1919, le Japon obtint au traité de Versailles l'annexion des anciennes colonies allemandes en Chine. Le Royaume-Uni, la France et le Japon contrôlaient déjà le réseau ferroviaire, les ports, les fleuves, les canaux et des « concessions » dans les grandes villes, s'octroyant également la plus grande partie des revenus fiscaux et douaniers. En conséquence, les courants nationalistes ou d'influences marxistes gagnèrent en puissance. En 1922, une série de grèves toucha le pays. Une grève initiée par 2 000 marins à Hong Kong se transforma, malgré la proclamation de la loi martiale, en une grève générale mobilisant 120 000 personnes qui obtint des concessions du patronat. Dans le Nord de la Chine, une grève de 50 000 mineurs de l'entreprise britannique KMAS fut réprimée avec violence par la police privée de la mine et des troupes obéissant à des seigneurs de la guerre. Dans la ville de Hankou, des affrontements entre la police britannique et des ouvriers atteignirent leur paroxysme lors de l'intervention d'un seigneur de la guerre, qui tua 35 cheminots en grève et fit exécuter un secrétaire syndical qui refusait d'appeler à la reprise du travail

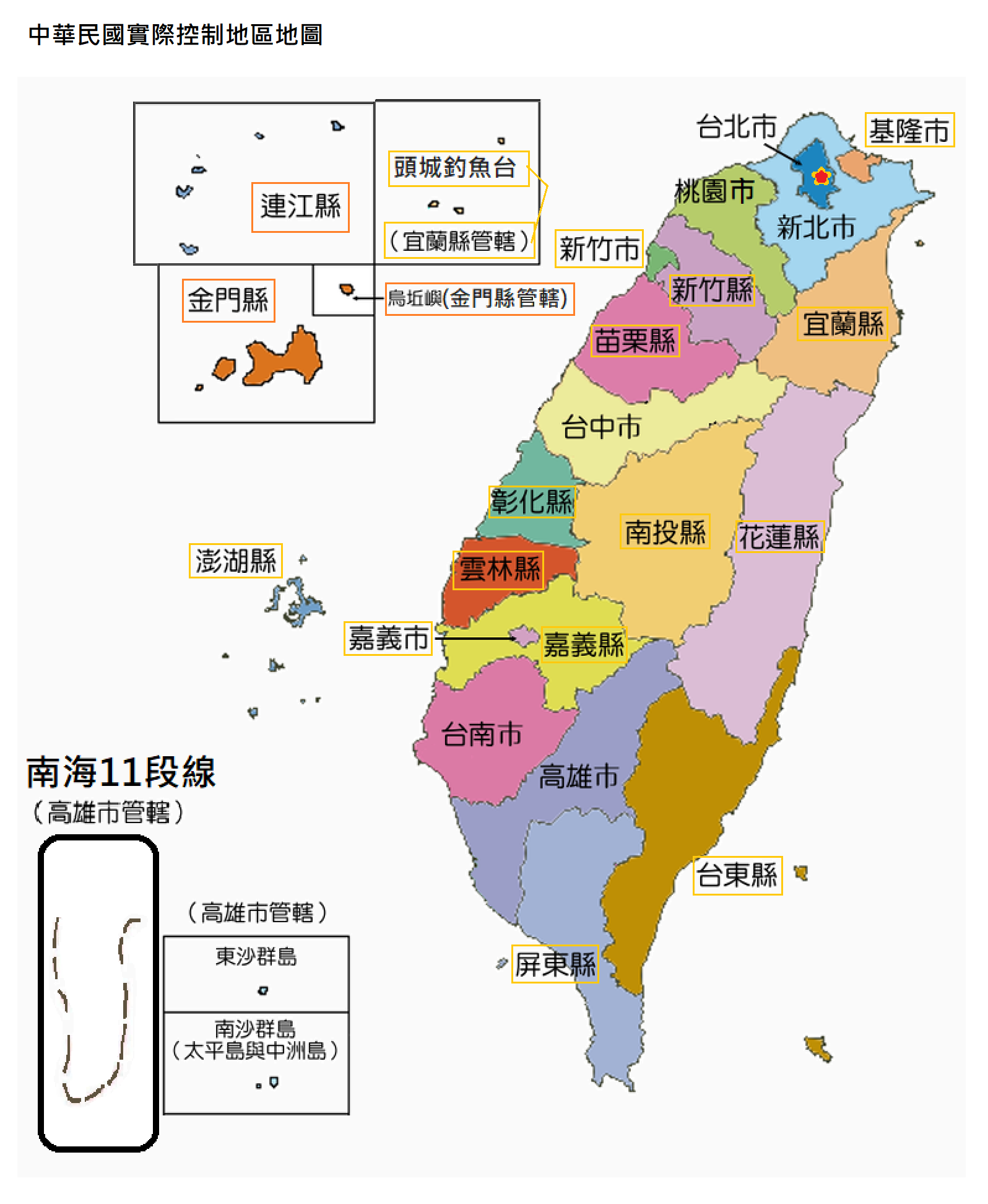
Carte des divisions administratives de la République de Chine

Dans les années 1920, Sun Yat-sen établit une base révolutionnaire dans le Sud, et commença à réunifier la nation. Recevant l'assistance des Soviétiques, il s'allia au petit Parti communiste chinois (PCC). Les Volontaires marchands (Merchants Volunteers), une milice composée de 100 000 combattants et financée par des commerçants dont les intérêts étaient liés à ceux des Britanniques, tentèrent de liquider le gouvernement de Sun Yat-sen. La conférence des délégués ouvriers, dirigée par les communistes, vint à son aide et son Armée des organisations du travail contribua à briser l'emprise des Merchants Volunteers.
Après la mort de Sun en 1925, un de ses lieutenants Tchang Kaï-chek (蔣介石 / 蒋介石 ; pinyin : Ji etǎng Jièshi) prit le contrôle de son parti, le Kuomintang (國民黨 / 国民党 pinyin : Gúomíndáng, « parti national du peuple », Kuomintang, KMT) et réussit à contrôler l'essentiel de la Chine du Sud et du Centre, grâce à une campagne militaire appelée expédition du Nord. Ayant vaincu les seigneurs de la guerre du Sud et du Centre, il obtint l'allégeance formelle de ceux du Nord. À partir de 1927, il se retourna contre les communistes, s'attaquant à leurs chefs comme à leurs troupes dans leurs bases du Sud et de l'Est, ce qui déclencha la guerre civile chinoise. En 1931, un nouveau front s'ouvrit en Chine avec l'invasion japonaise de la Mandchourie. En 1934, défaits par les nationalistes et chassés de leurs bases dans les montagnes, les communistes entreprirent la Longue Marche, à travers les régions les plus désolées du pays, vers le Nord-Ouest. Ils établirent leur nouvelle base de guérilla à Yan'an, dans la province du Shaanxi.
Au cours de la Longue Marche, les communistes se réorganisèrent autour de Mao Zedong. Leurs progrès s'accompagnent d'une redistribution des terres. La lutte acharnée entre le KMT et le PCC se poursuivit, tantôt au grand jour, tantôt secrètement pendant les quatorze longues années de l'invasion japonaise, de 1931 à 1945, bien que les deux se soient formellement alliés contre les envahisseurs au cours de la seconde guerre sino-japonaise. Le nouveau conflit contre les Japonais, déclenché en 1937 par l'incursion de l'Armée impériale japonaise sur le reste du territoire chinois, s'intégra à partir de 1941 au volet asiatique de la Seconde Guerre mondiale.
La guerre civile reprit après la défaite japonaise de 1945. En 1949, le PCC occupait l'essentiel du pays. Tchang Kaï-chek se réfugia dans l'île de Taïwan avec les restes du gouvernement et des forces armées du Guomindang, et proclama Taipei capitale provisoire de la république de Chine, en attendant de pouvoir reconquérir le continent.

### La Chine sousMao Zedong

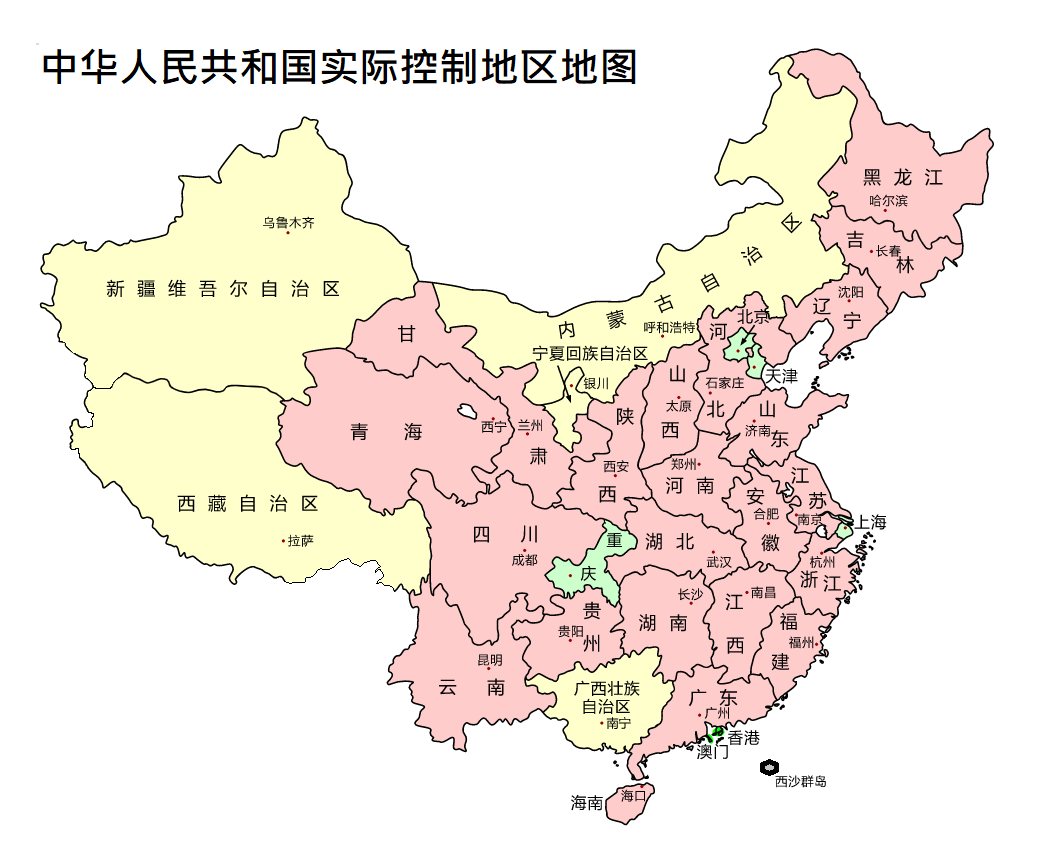
Carte des divisions administratives de la république populaire de Chine

Les maoïstes contrôlent l'ensemble du continent en 1949, et proclament la république populaire de Chine à Pékin le 1er octobre 1949. Bientôt les nationalistes ne tiennent plus que Hainan et Taïwan, puis uniquement l'archipel de Taïwan.
Pour le continent, la période 1949-1954 est celle de la mise en place d'un État communiste. Le Parti communiste chinois, vainqueur, monopolise les postes-clefs, tandis qu'il offre une apparence de multipartisme. L'assemblée vote la Constitution chinoise de 1954. Parmi les premières lois adoptées, celle sur le mariage datée de juin 1950 entend supprimer le modèle patriarcal de la famille, autorise le divorce et établit l'égalité juridique entre hommes et femmes. L'interdiction du bandage des pieds, mesure qui avait été adoptée en 1912, devient réellement effective. La réforme agraire entraine la répartition de 47 millions d'hectares, divisés en parcelles trop exiguës du fait de la pression démographique, aux paysans pauvres.
Un premier plan quinquennal est lancé, qui semble une réussite et encourage Mao Zedong à lancer son Grand Bond en avant en 1958. Mais les efforts forcenés dans la sidérurgie par des paysans s'avèrent finalement un désastre. L'idée doit être abandonnée officieusement vers 1960, officiellement en 1962. Vingt à trente millions de Chinois sont morts de la famine qui s'est ensuivie. De 1960 à 1966, la Chine continentale est dans un calme relatif, agité de quelques chasses aux dérives. Le système de production est en convalescence, et reprend peu à peu. En 1966 débute la révolution culturelle. Les étudiants sont agités afin de nettoyer la Chine des « nouveaux capitalistes » et deviennent les gardes rouges de la révolution, défendant les idéaux communistes, et organisant des expéditions punitives partout en Chine. Jiang Qing, la femme de Mao Zedong, et la bande des Quatre agitent le mouvement contre les chaînes culturelles du passé : de nombreuses œuvres anciennes, livres, sculptures, bâtiments, etc. sont détruits. Les intellectuels sont attaqués. La Chine est terrorisée face à l'arbitraire et la précipitation de ces gardes rouges. L'armée et son chef Lin Biao, fidèle à Mao Zedong, redeviennent un élément clef. En août  1966, Liu Shaoqi, Deng Xiaoping et Peng Zhen, modérés, sont rétrogradés. Fin 1967, l'armée se décide enfin à réprimer le mouvement. L'armée, Lin Biao et Mao Zedong en sortent renforcés, avec les gardes rouges, ils ont court-circuité l'appareil de l'État. Le parti est ébranlé pour en construire un nouveau selon les souhaits de Mao Zedong.
Mais la mort de Mao Zedong, le 9 septembre 1976, ouvre la lutte pour la succession. La bande des Quatre est arrêtée en octobre. Hua Guofeng mène désormais la Chine avec davantage de pragmatisme, mais c'est surtout l'arrivée de Deng Xiaoping qui lance la phase de réformes. Il légitime la quête de biens matériels comme étant une phase transitoire avant le communisme, il ouvre la Chine aux investissements étrangers, crée des « zones économiques spéciales » et propose l'idée d'« un pays, deux systèmes » (socialiste et capitaliste) comme pouvant parfaitement coexister.

### République populaire de Chine à l'époque du «socialisme de marché»
À partir de 1979, l'économie de la république populaire de Chine se définit désormais comme une économie socialiste de marché. La Chine connaît alors progressivement une phase de forte croissance. En 1984, les régions chinoises acquièrent davantage d'autonomie et peuvent être libres de leurs investissements. En 1989, les étudiants de Pékin s'agitent, et occupent la place Tian'anmen pour manifester en faveur de réformes démocratiques. Mais le mouvement est réprimé, des chars roulent finalement sur les étudiants faisant plus de dix mille morts. Depuis les années 1990 et 2000, l'économie de la Chine connaît une croissance de plus en plus rapide, supérieure à 8-9 % par an, en raison du bas coût de la main-d'œuvre et des possibilités d'échange offertes par les technologies. En 2010, la Chine devient ainsi la seconde puissance économique mondiale et profite de la crise économique pour investir à l'étranger via sa Go Out policy.
Avec la proclamation de la république populaire de Chine à Pékin le 1er octobre 1949, la Chine se retrouva avec deux gouvernements, la république populaire de Chine sur le continent et la république de Chine sur l'île de Taïwan, chacun se considérant comme le gouvernement chinois légitime. Depuis le début des années 1990, des relations pacifiées ont été établies entre les deux parties, bien qu'elles demeurent tendues. Certains partis taïwanais souhaitent déclarer l'indépendance de l'île, c'est-à-dire passer de la situation de gouvernement chinois « rebelle » contrôlant seulement Taïwan, à celle de gouvernement d'un Taïwan indépendant. Cette option n'a encore été retenue par aucun gouvernement taïwanais, car Pékin a fait clairement savoir qu'une déclaration d'indépendance serait pour lui un motif d'une intervention armée.
Chen Shui-bian, président de Taïwan de 2000 à 2008, a défendu la souveraineté de la république de Chine vis-à-vis de Pékin.
En mai 2005, le KMT (Guomindang), alors parti d'opposition, signe des accords avec le PCC, reconnaissant la souveraineté de ce dernier sur la Chine, et accordant aux partis taïwanais le pouvoir sur la province de Taïwan. Cet accord n'avait de valeur que symbolique dans la mesure où le Guomindang, dans l'opposition à Taïwan, n'avait aucun mandat pour signer un traité avec le gouvernement de Pékin.
Le Guomindang est revenu au pouvoir à Taïwan en 2008 avec l'élection comme président de la république de Ma Ying-jeou, qui déclare vouloir améliorer les rapports avec la Chine populaire, tout en promettant le statu quo, sans indépendance formelle de Taïwan, ni ré-unification.
Cependant il lui est reproché de trop s'incliner devant les demandes de la Chine populaire et il est remplacé en 2016 par Tsai Ing-wen du Parti démocrate progressiste, qui sans prôner l'indépendance promet plus de fermeté à l'égard de la politique de réunification de Pékin.

## Histoire thématique

### Évolution territoriale
Les dynasties Shang et particulièrement Zhou, premières entités géopolitiques à l'origine du futur empire chinois fondé par Qin Shi Huangdi, étaient situées dans la région du fleuve Jaune. Depuis, le territoire s'est étendu dans toutes les directions, avec des périodes de rétrécissement ou de divisions, atteignant son apogée durant la dynastie Han, puis la dynastie Tang — qui œuvra grandement pour l'expansion vers l'ouest de la Chine, avec le développement de la route de la soie — et avec la dynastie Qing. La Chine des Qing incluait des territoires situés actuellement en Extrême-Orient russe, en Asie centrale et en Mongolie.
En 822, le traité de paix sino-tibétain fut signé entre l'empereur du Tibet, Tri Ralpachen et l'empereur chinois Muzong (820-824) de la dynastie Tang. Le traité permit de stabiliser les relations politiques, militaires et commerciales entre le Tibet et la Chine. Ainsi le traité délimita la frontière entre les deux empires.
L'empereur de Chine se considérait en général comme le suzerain des régions environnantes. Beaucoup d'ethnies dites « barbares » étaient soumises au tribut. Les ambassades et cadeaux envoyés par les souverains étrangers étaient parfois également interprétés comme des signes d'allégeance.
L'importance territoriale de la Grande Muraille de Chine a été réduite avec l'accession au pouvoir de la dynastie Qing, qui inclut la Mandchourie, située au nord de la muraille, dans son territoire. En 1683, avec la reddition du bref Royaume de Tungning établi par Koxinga à Taïwan où l'implantation Han venait de débuter, l'île devint une partie de l'empire Qing, l'archipel des Pescadores inclus.

La Chine en 1820.

En 1820, la Chine atteint son expansion territoriale maximale, avec une superficie d'environ douze millions de kilomètres carrés. La Chine d'alors correspond au territoire actuel, augmenté de la Mongolie, de Taïwan, mais aussi de toute la partie méridionale du district d'extrême-Orient russe, d'une partie du Turkestan jusqu'au Lac Balkhach, ainsi que du Ladakh.
Siège d'une, puis deux préfectures provinciales, Taïwan fut cédé au Japon après la première guerre sino-japonaise en 1895. En 1945, à la fin de la seconde guerre sino-japonaise, le Japon abandonna ses prétentions sur l'île par le traité de Paix de San Francisco, et la république de Chine en prit le contrôle, avant de s'y réfugier en 1949 après la prise du pouvoir par le Parti communiste chinois. Depuis, la souveraineté du territoire est l'objet d'un conflit non résolu entre la république populaire de Chine et la république de Chine (Taïwan), la première considérant Taïwan comme une province à statut spécial dirigée par un pseudo "gouvernement" (les guillemets sont de rigueur dans la presse officielle)[style à revoir], et la seconde continuant de s'affirmer gouvernement légitime de l'ensemble de la Chine. La montée du mouvement indépendantiste taïwanais, qui ne conteste pas seulement l'autorité de la république populaire de Chine, mais le principe même du rattachement de Taïwan à la Chine, rend le problème encore plus complexe.

#### Divisions politiques historiques
Le découpage administratif de la Chine a varié au gré des changements d'administrations. Le premier niveau de division était les provinces, puis les préfectures, sous-préfectures, départements, commanderies, districts et enfin cantons. Les divisions les plus récentes ont ajouté le statut de ville-préfecture, ville-canton, villes et zones urbaines.
Historiquement, la plupart des dynasties chinoises ont pris leur essor dans le cœur de la Chine, à partir d'un des deux fleuves principaux, le fleuve Jaune et le Yangzi Jiang. Plusieurs dynasties ont eu des volontés expansionnistes, s'engageant dans des régions telles que la Mongolie-Intérieure, la Mandchourie, le Xinjiang, et le Tibet. La dynastie mandchoue des Qing et ses successeurs, la république de Chine et la république populaire de Chine, ont cimenté les incorporations de ces territoires. Ces territoires étaient délimités par des limes plutôt que des frontières rigides, bien connues alors dans les pays industrialisés. Ce problème de délimitation a donné lieu à une série de critiques sur l'intégration de certains territoires en RPC, notamment celle du Tibet et du Xinjiang (新疆, pinyin Xīnjiāng, qui signifie « nouvelle frontière » ou « nouveau territoire » en chinois).

### Histoire économique

Les cinq principaux processus de fabrication du papier des Chinois au IIe siècle.

On estime que la Chine a été la première puissance économique mondiale durant la majeure partie des vingt derniers siècles,,,. Jusqu'au XVIIIe siècle et la révolution industrielle, c'est également en Chine qu'on trouvait le niveau de vie le plus élevé de la planète.
La Chine, première civilisation à utiliser le papier monnaie, a une longue histoire de relations économiques internationales. On retiendra quelques points de repères utiles :
- La dynastie des Yuan a organisé un système de routes et de poste efficaces, contribuant à la modernisation de l'économie chinoise.
- Au début de l'ère Ming, les flottes de l'amiral Zheng He ont renforcé les liens existant déjà sur la route des épices, entre l'Inde, la côte africaine orientale, l'Indonésie et supposément l'Australie.
- À la suite d'une période de repli sous les Ming, la dynastie Qing a vu son déficit économique s'accroître avec l'arrivée des colonisateurs occidentaux. Au milieu du XIXe siècle, l'économie chinoise a été dans sa plus grande partie asservie au commerce de l'opium pour les intérêts des colonisateurs, précipitant le pays dans un chaos économique et politique.
- Le règne de Mao Zedong a été synonyme d'une nouvelle période de quasi-autarcie économique, en dehors de certains échanges avec les pays de la sphère communiste.
- Deng Xiaoping a entériné à partir de décembre 1978 une ouverture économique progressive, qui correspond aujourd'hui à une « économie socialiste de marché », associant une économie ouverte sur le monde et à l'économie de marché, avec une volonté de financement du développement social.

La Chine et Taiwan sont membres de l'Organisation mondiale du commerce depuis respectivement 2001 et 2002, leur permettant de profiter pleinement des opportunités offertes par la mondialisation de l'économie. La Chine cherche d'ailleurs à gérer son insertion dans l'OMC au mieux de ses propres intérêts, et la transparence et l'évolution de sa législation sont surveillées de près par les États-Unis et l'Union européenne.

### Histoire de l'administration de l'État
Sous l'influence de la pensée confucéenne, la Chine a très tôt cherché à se doter de la meilleure administration possible, choisie sur la base de critères de compétence. C'est le système des mandarins, sélectionnés au travers des examens impériaux.
« Mandarin » est le terme occidental utilisé pour désigner un haut fonctionnaire lettré et éduqué dans la tradition de Confucius, mis au service de l'Empereur de Chine, à l'issue d'une sélection rigoureuse et très limitative des meilleurs candidats.
Pendant 1300 ans, entre les années 605 et 1905, la haute administration impériale, tant centrale que provinciale, mais également l'administration du Viêt Nam sous occupation chinoise, est tenue par une caste recrutée sur la base de concours extrêmement difficiles : les examens impériaux. Les mandarins et le modèle qu'ils ont fait naître, le mandarinat, apparaissent comme le parangon de tous les systèmes de bureaucraties d'État, à la tête desquels sont des hauts fonctionnaires de carrière, recrutés au mérite intellectuel et littéraire, formés techniquement à l'administration et constitués en élites étatiques reproduites et fermées. Le régime actuel a remplacé le mandarinat par les cadres du parti communiste chinois. Si le nom diffère, le contenu y garde une certaine continuité.

### Vues d'ensemble
- Flora Blanchon, Arts et histoire de Chine : Volume 1, Paris, Presses universitaires de Paris-Sorbonne, 1993, 244 p. (ISBN 2-84050-019-1)
- Flora Blanchon, Isabelle Robinet, Jacques Giès et André Kneib, Arts et histoire de Chine : Volume 2, Paris, Presses universitaires de Paris-Sorbonne, 1999, 496 p. (ISBN 2-84050-123-6)
- Jacques Gernet, Le Monde chinois : 1. De l'âge de bronze au Moyen Âge. 2100 avant J.-C.-Xe siècle après J.-C., Paris, Armand Colin, 2005 (1re éd. 1972)
- Jacques Gernet, Le Monde chinois : 2. L'époque moderne. Xe siècle-XIXe siècle, Armand Colin, 2005 (1re éd. 1972)
- Jacques Gernet, Le Monde chinois : 3. L'époque contemporaine. XXe siècle, Armand Colin, 2005 (1re éd. 1972)
- Jacques Gernet, La Chine ancienne, Paris, PUF, coll. « Que sais-je ? », 2005, 10e éd.
- René Grousset, Histoire de la Chine, 1942.
- Denys Lombard, La Chine impériale, Paris, Presses universitaires de France, coll. « Que-sais-je ? », 1997, 127 p. (ISBN 2-13-044438-5)
- Edward L. Shaughnessy (dir.) (trad. Marc Baudoux), La Chine, Paris, Taschen, 2007
- (en) Patricia Buckley Ebrey, The Cambridge Illustrated History of China, Cambridge, Cambridge University Press, coll. « Cambridge Illustrated Histories », 1999
- John King Fairbank et Merle Goldman (trad. de l'anglais par Simon Duran), Histoire de la Chine : des origines à nos jours, Paris, Taillandier, coll. « Texto », 2013, 750 p. (ISBN 979-10-210-0110-7)
- (en) Michael Szonyi (dir.), A companion to Chinese history, Hoboken, Wiley Blackwell, 2017 (ISBN 9781118624548)
- Damien Chaussende, Histoire de la Chine ancienne et impériale, Presses universitaires de France, coll. « Que-sais-je ? », 2022 (ISBN 978-2-7154-0855-5)
- Bibliographie d'histoire de la Chine (en)

### Synthèses par période
- (en) Li Liu et Xingcan Chen, The Archaeology of China : From the Late Paleolithic to the Early Bronze Age, Cambridge et New York, Cambridge University Press, 2012, 310 p. (ISBN 978-0-521-81184-2)
- (en) Li Feng, Early China : A Social and Cultural History, New York, Cambridge University Press, 2013, 367 p. (ISBN 978-0-521-71981-0)
- (en) Michael Loewe et Edward L. Shaughnessy (dir.), The Cambridge History of Ancient China, From the Origins of Civilization to 221 BC, Cambridge, Cambridge University Press, 1999
- (en) Mark Edward Lewis, The Early Chinese Empires : Qin and Han, Cambridge et Londres, Belknap Press of Harvard University Press, coll. « History of imperial China », 2007
- (en) Mark Edward Lewis, China Between Empires : The Northern and Southern Dynasties, Cambridge et Londres, Belknap Press of Harvard University Press, coll. « History of imperial China », 2009
- (en) Mark Edward Lewis, China's Cosmopolitan Empire : The Tang Dynasty, Cambridge et Londres, Belknap Press of Harvard University Press, coll. « History of imperial China », 2009
- (en) Dieter Kuhn, The age of Confucian rule: the Song transformation of China, Cambridge, Harvard University Press, 2009 (ISBN 0674031466)
- Timothy Brook (trad. de l'anglais par Odile Demange), Sous l’œil des dragons : La Chine des dynasties Yuan et Ming, Paris, Payot, 2012, 421 p. (ISBN 978-2-228-90804-7)
- (en) William T. Rowe, China's Last Empire : The Great Qing, Cambridge, Harvard University Press, coll. « History of Imperial China », 2009, 360 p. (ISBN 978-0-674-03612-3, lire en ligne)
- Xavier Paulès, La République de Chine, 1912-1949, Paris, éditions Belles Lettres, 2019.
- Alain Roux, La Chine contemporaine, Paris, Armand Colin, coll. « Cursus Histoire », 2015, 263 p. (ISBN 978-2-200-60117-1)
- Arif Dirlik, La Chine au XXe siècle, Presses universitaires de Vincennes, 2020 (ISBN 978-2-37924-081-2)

### Études thématiques
- Danielle Elisseeff, Art et archéologie : la Chine du néolithique à la fin des Cinq Dynasties (960 de notre ère), Paris, École du Louvre, Éditions de la Réunion des musées nationaux (Manuels de l'École du Louvre), 2008, 381 p. (ISBN 978-2-7118-5269-7)
- Danielle Elisseeff, Histoire de l'art : De la Chine des Song (960) à la fin de l'Empire (1912), Paris, École du Louvre, Éditions de la Réunion des musées nationaux (Manuels de l'École du Louvre), 2010, 381 p. (ISBN 978-2-7118-5520-9)
- Anne Cheng, Histoire de la pensée chinoise, Paris, Éditions du Seuil, coll. « Points Essais », 2002 (1re éd. 1997)
- Robert K.G. Temple (trad. de l'anglais), Quand la Chine nous précédait : 3000 ans de découvertes et d'inventions chinoises, Paris, Bordas, 1987, 254 p. (ISBN 2-04-012948-0)
- (en) Richard von Glahn, The Economic History of China : From Antiquity to the Nineteenth Century, Cambridge, Cambridge University Press, 2016
- André Lévy (dir.), Dictionnaire de littérature chinoise, Paris, Presses universitaires de France, coll. « Quadrige », 2000 (1re éd. 1994)